# Villanueva de las Cruces
Villanueva de las Cruces es un municipio español de la provincia de Huelva, Andalucía. El municipio cuenta con una población de 380 habitantes (INE 2024). Su extensión superficial es de 34 km² y tiene una densidad de 12,15 hab/km². Se encuentra situada a una altitud de 117 m s. n. m. y a 62 kilómetros de la capital de la provincia, Huelva.

## Historia
Su origen parece remontarse al s. I a. C. en un asentamiento romano, de carácter agropecuaria. La ocupación de la población ha girado en buena parte en torno a la actividad minera de Tharsis, pero actualmente su economía se basa en la explotación agronadera, siendo de mayor relevancia la ganadería destacando el ganado ovino seguido del porcino.
Villanueva surgió en 1587 a raíz de la existencia de una venta y una posada situadas en el camino que iba de Sevilla a Portugal. El pueblo se va consolidando hasta que en el siglo XVIII se encuentra con 40 casas y aún seguía manteniendo su posada donde los arrieros y comerciantes podían pasar la noche. Los vecinos del entonces diminuto núcleo de población se reunían en el mencionado lugar para cambiar y vender los productos de la tierra, realizando toda clase de trueques, tratos y transacciones con los forasteros.  Es muy posible que el origen del nombre de Villanueva de las Cruces proceda del propio origen del pueblo al ir construyendo las primeras casas alrededor de la posada y venta: Villanueva. Por lo que se refiere al apelativo de las Cruces, la versión más aceptada se basa en el hecho de que durante los siglos XVI y XVII, los vecinos de esta localidad no sabían leer ni escribir y cuando se veían en la obligación de hacerlo, especialmente a la hora de firmar algún documento, lo hacían con una cruz. Si no fuera porque cada vecino hacía la cruz de un modo muy personal y de manera diferenciada de los demás, se habría producido más de una confusión.

### Edad Contemporánea
Hacia mediados del siglo XIX la población del lugar se va organizando y se registra un aumento significativo de la misma. Ello origina la construcción de nuevas viviendas que a su vez obliga a reestructurar y reorganizar lo ya existente en torno al nuevo crecimiento. Fue en esta época cuando la actividad económica principal empezó a girar en torno a la minería.
En 1866 la británica Tharsis Sulphur and Copper Company Limited se instala en la provincia de Huelva, dando comienzo a una explotación moderna e industrializada de los yacimientos de la cuenca minera de Tharsis-La Zarza. Debido al interés por dar salida exterior a los minerales extraídos, la compañía construyó una línea férrea para facilitar el transporte del mineral hasta la costa. Para enlazar la mina de La Zarza con la vía general de Tharsis se llegó a construir un ramal de 30 kilómetros de longitud, que en el municipio de Villanueva de las Cruces contó con una estación de ferrocarril propia. 
Las actividades mineras predominaron hasta finales del siglo XX, cuando se produjo el cierre de la mayoría de minas de la zona. Desde entonces la actividad económica principal del municipio se ha reorientado hacia el sector agrícola.

## Demografía
Número de habitantes en los últimos años.
| 460                       | 428 | 430 | 423 | 429 | 407 | 400 | 410 | 410 | 413 | 373 | 377 |
| (Fuente: INE [Consultar]) |     |     |     |     |     |     |     |     |     |     |     |

## Clima
Villanueva de las Cruces posee un clima típico mediterráneo Csa en la clasificación de Köppen. Los inviernos son suaves aunque en periodos de frío se producen heladas que pueden llegar a ser moderadas. Los veranos son muy calurosos, a pesar de su relativa cercanía al mar. El núcleo de población se encuentra en un valle a muy escasa altitud, en plena comarca del Andévalo de Huelva, por lo que las temperaturas estivales tienen parecidos a las de los valles del Guadalquivir y Guadiana. Así pues, esta localidad, junto con El Granado registran sistemáticamente las temperaturas más elevadas de la provincia y en ocasiones del país. Los registros que a continuación se muestran, son de una estación meteorológica con instrumental de la Aemet, situada a las afueras de la población, con sello y auditoría de calidad en red Meteoclimatic (ver referencias abajo) bajo mantenimiento y supervisión continua.
| Parámetros climáticos promedio de Villanueva de las Cruces (80 m s. n. m.) (periodo de referencia: 2018-presente, extremas: 2018-presente) | Parámetros climáticos promedio de Villanueva de las Cruces (80 m s. n. m.) (periodo de referencia: 2018-presente, extremas: 2018-presente) | Parámetros climáticos promedio de Villanueva de las Cruces (80 m s. n. m.) (periodo de referencia: 2018-presente, extremas: 2018-presente) | Parámetros climáticos promedio de Villanueva de las Cruces (80 m s. n. m.) (periodo de referencia: 2018-presente, extremas: 2018-presente) | Parámetros climáticos promedio de Villanueva de las Cruces (80 m s. n. m.) (periodo de referencia: 2018-presente, extremas: 2018-presente) | Parámetros climáticos promedio de Villanueva de las Cruces (80 m s. n. m.) (periodo de referencia: 2018-presente, extremas: 2018-presente) | Parámetros climáticos promedio de Villanueva de las Cruces (80 m s. n. m.) (periodo de referencia: 2018-presente, extremas: 2018-presente) | Parámetros climáticos promedio de Villanueva de las Cruces (80 m s. n. m.) (periodo de referencia: 2018-presente, extremas: 2018-presente) | Parámetros climáticos promedio de Villanueva de las Cruces (80 m s. n. m.) (periodo de referencia: 2018-presente, extremas: 2018-presente) | Parámetros climáticos promedio de Villanueva de las Cruces (80 m s. n. m.) (periodo de referencia: 2018-presente, extremas: 2018-presente) | Parámetros climáticos promedio de Villanueva de las Cruces (80 m s. n. m.) (periodo de referencia: 2018-presente, extremas: 2018-presente) | Parámetros climáticos promedio de Villanueva de las Cruces (80 m s. n. m.) (periodo de referencia: 2018-presente, extremas: 2018-presente) | Parámetros climáticos promedio de Villanueva de las Cruces (80 m s. n. m.) (periodo de referencia: 2018-presente, extremas: 2018-presente) | Parámetros climáticos promedio de Villanueva de las Cruces (80 m s. n. m.) (periodo de referencia: 2018-presente, extremas: 2018-presente) |
| Mes | Ene. | Feb. | Mar. | Abr. | May. | Jun. | Jul. | Ago. | Sep. | Oct. | Nov. | Dic. | Anual |
| --- | --- | --- | --- | --- | --- | --- | --- | --- | --- | --- | --- | --- | --- |
| Temp. máx. abs. (°C) | 26.8 | 27.6 | 31.9 | 38.4 | 41.2 | 45.7 | 46.2 | 46.3 | 40.5 | 39.0 | 28.9 | 26.4 | 46.3 |
| Temp. máx. media (°C) | 17.5 | 19.9 | 21.4 | 24.5 | 30.0 | 33.5 | 38.3 | 37.9 | 32.4 | 27.8 | 20.9 | 18.6 | 26.9 |
| Temp. media (°C) | 9.9 | 11.7 | 13.5 | 16.3 | 20.5 | 24.1 | 27.9 | 27.8 | 23.4 | 19.5 | 13.9 | 11.2 | 18.3 |
| Temp. mín. media (°C) | 2.2 | 3.4 | 5.4 | 8.2 | 11.0 | 14.6 | 17.4 | 17.5 | 14.4 | 11.1 | 6.8 | 3.9 | 9.7 |
| Temp. mín. abs. (°C) | -6.4 | -4.8 | -5.8 | 0.5 | 2.4 | 6.0 | 11.4 | 9.2 | 4.3 | 2.1 | -2.0 | -5.2 | -6.4 |
| Fuente n.º 1: Meteoclimatic | | | | | | | | | | | | | |
| Fuente n.º 2: Meteoclimatic (extremos) | | | | | | | | | | | | | |

## Patrimonio y monumentos
Una de las visitas recomendadas es al Cristo y la Virgen de los Dolores en la iglesia parroquial de Santa María de la Cruz y la Emita de San Sebastián, recientemente levantada sobre su antiguo lugar. Así mismo, sobresale el conjunto arquitectónico del cementerio municipal. En el pueblo también se encuentra la antigua red ferroviaria de la plata, muy deteriorada pero todavía se conserva la estación —ahora reconvertida en una vivienda—.

## Cultura

### Fiestas
La fiesta del Patrón San Sebastián. Se celebra el 20 de enero y es tradición encender una enorme fogata conocida como "La Candela".
La Romería de Santa María de la Cruz el primer domingo de mayo.
La fiesta del Corpus Christi. Los vecinos adornan las calles del pueblo con altares, montados por ellos mismos.
La Feria del Verano, el primer domingo de agosto y coincidiendo con ella o cercana a la misma organizan una Velada Flamenca.

### Deporte

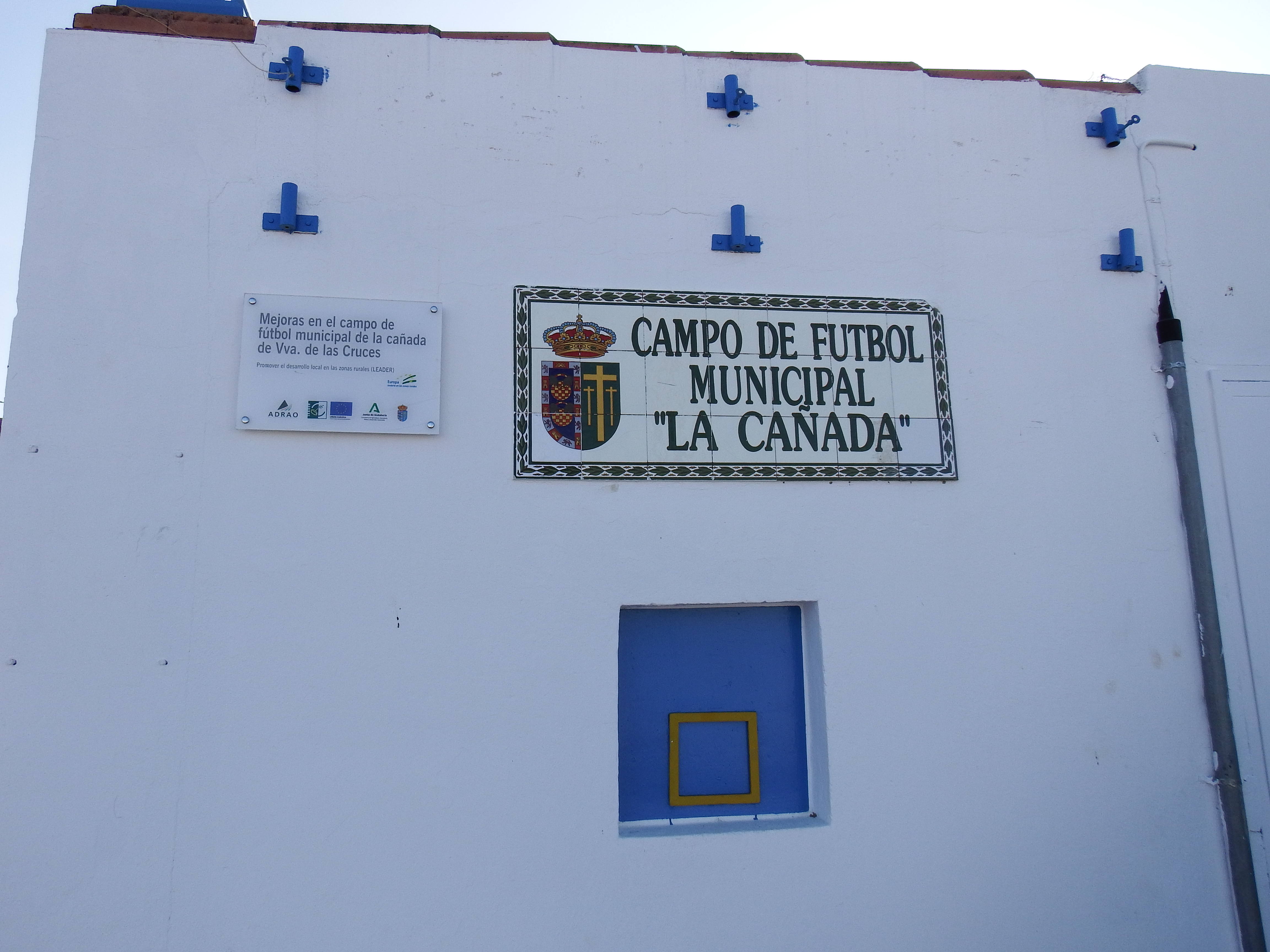
Campo de fútbol municipal

El municipio cuenta con un polideportivo y una pista hípica. Cuenta con un estadio de fútbol de tierra, el campo municipal de La Cañada, donde juega de local el Atlético Cruceño, el equipo representativo de Villanueva de las Cruces; que fue fundado en 1986 y juega actualmente en la Regional Preferente de Andalucía, encuadrado en el grupo de la Provincia de Huelva.
Llegó a estar durante dos temporadas (2007/2008 y 2005/2006) en Primera División Andaluza.

### Turismo

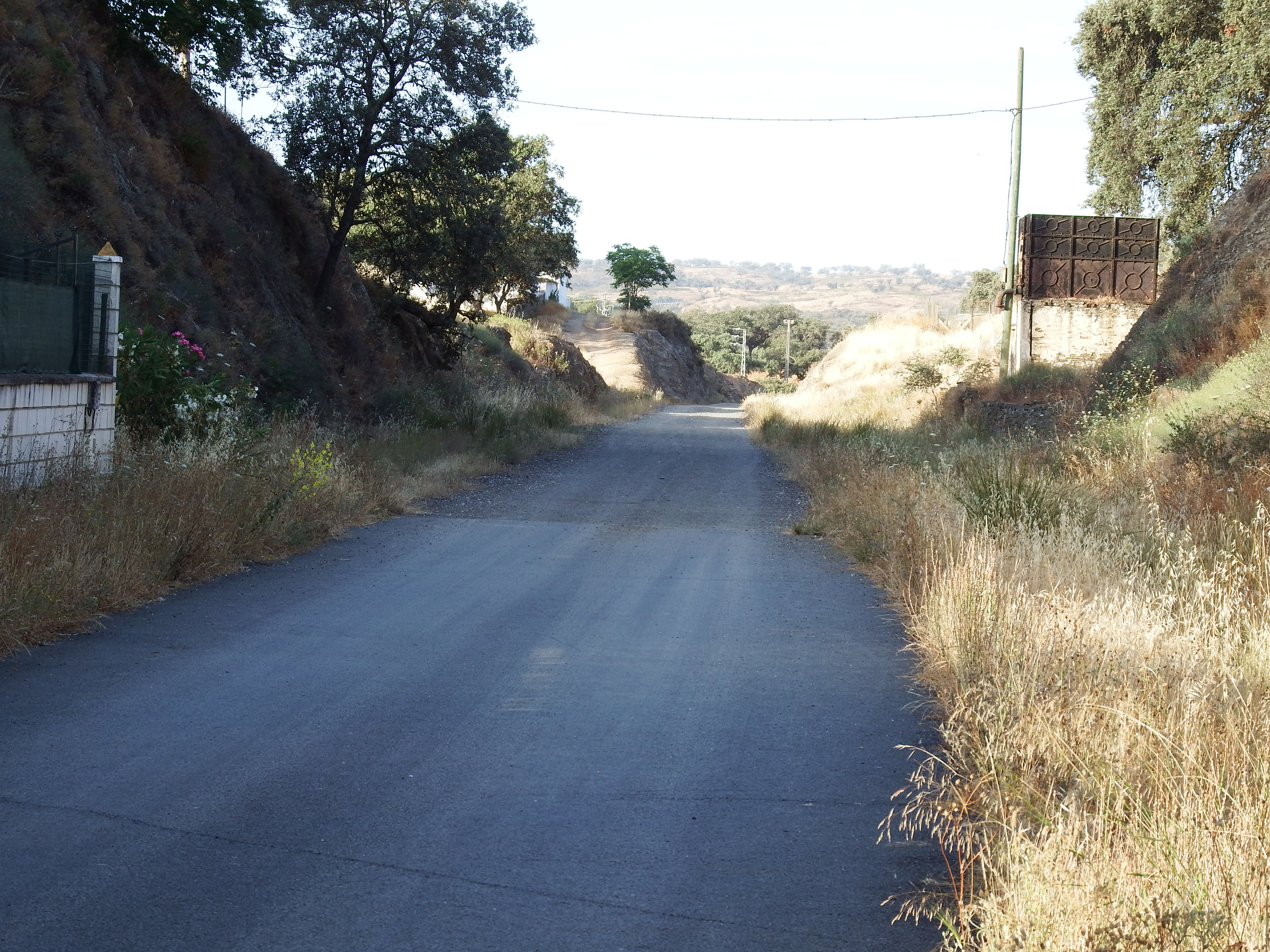
Vial sobre el trazado del antiguo ferrocarril.

Desde el puerto sobre el río Oraque y desde el puente del ferrocarril se pueden contemplar varias obras de ingeniería civil.
A 3 km del pueblo La Fuente de la Huerta del Chorrito y la Fuente de Buenavista, con poderes curativos que, junto con La Charca de Mojallana y la Charca de los Pinos en el río Oraque, son parajes de singular belleza. Desde aquí, atravesando un sendero se llega a La Charca de Piedra Larga en el arroyo Cascabelero.
Y a 2 km del pueblo, Corraladas, Cabezo Alto, Buenavista, Majanueva y Santa María, lugares ideales para prácticas de actividades al aire libre.